# Jörg Woithe
Jörg Woithe (* 11. April 1963 in Berlin) ist ein ehemaliger deutscher Schwimmsportler, der für die DDR startete.

## Werdegang
Schon zu Beginn seiner Schwimmkarriere erreichte er seinen größten internationalen Schwimmerfolg, mit dem Gewinn von olympischem Gold bei den Olympischen Spielen 1980 in Moskau über 100 Meter Freistil sowie die Silbermedaille in der 4-mal-200-Meter-Freistilstaffel.
Bei den Europameisterschaften 1981 in Split wurde er Vizeeuropameister über 100 Meter Freistil in 50,81 Sekunden.
Ein Jahr später wurde Woithe Weltmeister in Guayaquil über 100 Meter Freistil mit der Zeit
von 50,18 Sekunden. Die Bronzemedaille erhielt er für seine Leistung über 200 Meter Freistil in 1:50,71 Minuten.
Im Jahr 1983 gewann er bei den Europameisterschaften in Rom Silber über 100 Meter Freistil in 50,29 Sekunden, Silber über 200 Meter Freistil in 1:50,18 Minuten, Silber in der 4-mal-200-Meter-Freistilstaffel sowie Bronze in der 4-mal-100-Meter-Freistilstaffel und der 4-mal-100-Meter-Lagenstaffel.
Zwei Jahre darauf, 1985, nahm er an den Europameisterschaften in Sofia teil und errang dort Silber über 100 Meter Freistil in 50,38 Sekunden. Zwei weitere Silbermedaillen erschwamm er sich in der 4-mal-100-Meter-Freistilstaffel und der 4-mal-100-Meter-Lagenstaffel.
Im französischen Straßburg wurde Woithe bei den Schwimmeuropameisterschaften 1987 erstmaliger Europameister über die Sprintdistanz 50 Meter Freistil in 22,66 Sekunden.
Zwischen 1980 und 1983 konnte Woithe den Europarekord über 100 Meter Freistil achtmal verbessern, wobei er am 12. März 1982 in Moskau als erster europäischer Schwimmer unter 50 Sekunden (49,95 s) blieb. Erst 1987 löste ihn Stéphan Caron als Rekordhalter über diese Distanz ab, als er Woithes letzten Rekord vom 18. Juni 1983 (49,58 s, geschwommen in Gera) über diese Strecke mit 49,51 s unterbot.
Außerdem verbesserte er 1987 beim ersten und einzigen Schwimmländerkampf zwischen der DDR und der Bundesrepublik Deutschland in der Münchner Olympiaschwimmhalle den Europarekord über 50 Meter Freistil auf 22,47 Sekunden.
Woithe wurde für seine sportlichen Erfolge 1980 und 1982 mit dem Vaterländischen Verdienstorden ausgezeichnet.

## Erfolge bei DDR-Meisterschaften
- DDR-Meister über 50 m Freistil 1982, 1983, 1985, 1986, 1988.
- DDR-Meister über 100 m Freistil 1979, 1980, 1981, 1982, 1983, 1985.
- DDR-Meister über 200 m Freistil 1980, 1981.

## Bezug zu DDR-Doping
Im Zuge der deutschen Wiedervereinigung und den damit im Zusammenhang stehenden Nachforschungen und Archivaufarbeitungen der Praktiken der DDR-Mediziner und Sportfunktionäre wurden viele ehemalige DDR-Sportler als Beteiligte des systematischen DDR-Dopings identifiziert. Jörg Woithe bestreitet, anders als zahlreiche andere DDR-Sportler, Teil dieses Systems gewesen zu sein und gibt an, trotz finanzieller Angebote als Gegenleistung für das Mitmachen im Dopingsystem, Medikamente abgelehnt zu haben.